# WinRAR
WinRAR är ett komprimeringsprogram utvecklat av Eugene Roshal, tillsammans med brodern Alexander Roshal, RarLabs. Numera är det bara Eugene som skriver och Alexander sköter affärerna. Programmet går under licenskategorin Shareware. WinRAR är översatt till 47 olika språk och släpptes för allra första gången hösten 1993. WinRAR är programmerat i programmeringsspråket C++.

## Format
Det kan packa upp och skapa RAR- och ZIP-filer. Programmet stödjer filtyperna: RAR, ZIP, CAB, ARJ, LZH, TAR, GZ, ACE, UUE, BZ2, JAR, ISO, 7z och filformatet Z.